# Por Este Rio Acima
Por Este Rio Acima é o sexto álbum de Fausto, editado em 1982, pela Triângulo.

## História
A edição em CD, aconteceu em 1984, pela editora CBS. Entre os artistas que participaram neste trabalhos estão Pedro Caldeira Cabral e Júlio Pereira.
É o primeiro disco de uma trilogia que inclui ainda os álbuns Crónicas da Terra Ardente (1994) e Em Busca das Montanhas Azuis (2011). Este Por Este Rio Acima baseia-se nas viagens de Fernão Mendes Pinto, relatadas no seu livro Peregrinação (1614) enquanto que o seguinte, Crónicas da Terra Ardente foi inspirado pela História Trágico-Marítima (1735) reunido por Bernardo Gomes de Brito.

## Reconhecimento
Por Este Rio Acima é considerado geralmente pela crítica um dos álbuns mais marcantes da música popular portuguesa das últimas décadas. Em 2009, este trabalho foi considerado o 4.º melhor álbum da década de 1980 pela revista Blitz, que recorreu a um grupo de mais de 50 personalidades ligadas ao mundo da música.
A canção Lembra-me um sonho lindo, é uma das 150 canções, que constam na antologia, As Palavras das Canções, organizada por João Carlos Callixto, editada com o apoio da Sociedade Portuguesa de Autores.

## Faixas
- Música e letras de Fausto[2]
- Disco 1[2]

1. "É o mar que nos chama" – 2:45
2. "O barco vai de saída" – 3:47
3. "Porque não me vês" – 5:13
4. "A guerra é a guerra" – 4:27
5. "De um miserável naufrágio que passámos" – 3:05
6. "Como um sonho acordado" – 6:05
7. "A ilha" – 4:42
8. "A voar por cima das águas" – 3:56
9. "Olha o fado" – 3:56

- Disco 2[2]

1. "Por este rio acima" – 4:58
2. "O cortejo dos penitentes" – 6:21
3. "O romance de Diogo Soares" – 5:34
4. "Navegar, navegar!" – 4:08
5. "O que a vida me deu" – 3:40
6. "Lembra-me um sonho lindo" – 6:28
7. "Quando às vezes ponho diante dos olhos" – 7:37

## Ficha técnica
- Arranjos – Eduardo Paes Mamede e Fausto
- Orquestrações, direcção musical e produção – Eduardo Paes Mamede

- Estúdio – Angel Studio
- Captação de som – José Fortes, Rui Novais, Luís Flor
- Misturas – José Fortes, Luís Flor em "O barco vai de saída" e "A guerra é a guerra"
- Capa – José Brandão
- Foto – João Castel-Branco